# Osikov
Osikov (allemand : Ossikau), est un village de Slovaquie situé dans la région de Prešov.

## Histoire
Première mention écrite du village en 1372.

## Démographie

### Évolution de la population
| Année:               | 1994. | 2004.   | 2014.   | 2024.   |
| -------------------- | ----- | ------- | ------- | ------- |
| Nombre de personnes: | 864   | 920     | 998     | 1028    |
| Différence:          |       | +6,48 % | +8,47 % | +3,00 % |

| Année:               | 2023. | 2024.   |
| -------------------- | ----- | ------- |
| Nombre de personnes: | 1020  | 1028    |
| Différence:          |       | +0,78 % |